# 미하엘 벨라
미하엘 벨라(독일어: Michael Bella, 1945년 9월 29일 ~)는 독일의 은퇴한 축구 선수로, 현역 시절 수비수로 활약했다.

## 클럽 경력
벨라는 뒤스부르크 출신이다. 그는 1964년부터 1978년까지 분데스리가의 뒤스부르크에서 405번의 경기에 출전했는데, 이는 구단 역대 최다 출전 기록이다. 그는 이 시기에 소속 구단에서 13골도 기록했다. 뒤스부르크는 그의 현역 시절에 1966년과 1975년에 DFB-포칼 결승전 무대를 2번 밟았지만, 모두 준우승에 머물렀다.

## 국가대표팀 경력
벨라는 1968년부터 1971년까지 서독 국가대표팀 경기에 4번 출전했다. 그는 독일 축구 연맹에 차출되어 유로 1972에 참가해 우승을 거두었지만, 한 경기도 출전하지 못했다.